# 村上直次郎

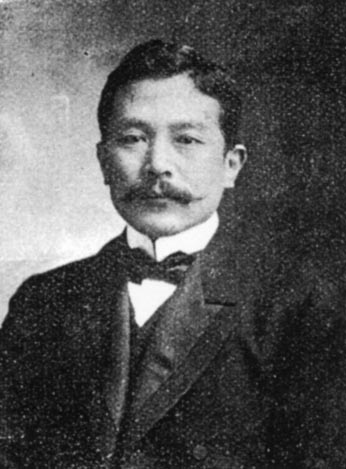
村上直次郎

村上直次郎（1868年2月4日—1966年9月17日），日本歷史學家。帝國學士院會員、勳一等瑞寶章、日歐交涉史、日本・東南亞關係史之權威。研究《新港文書》、台灣荷蘭時代、西班牙時代的歷史，對台灣歷史學影響相當大。

## 生平
豐後玖珠（大分縣玖珠町）出身。曾就讀於第一高等學校，明治28年（1895年）畢業於東京帝國大學文科大學史學科。明治29年（1896年）受拓殖務省之聘，來台調查研究台灣史。昭和3年（1928年）台北帝國大學設立，擔任文政學部史學科教授。昭和4年（1929年）至昭和7年（1932年）擔任文政學部長。昭和10年（1935年）辭去台北帝大教職，返回日本內地。
歷任東京帝國大學講師、東京外國語學校（今東京外國語大學）校長、東京音樂學校（今東京藝術大學音樂學部）校長、台北帝國大學文政學部長、上智大學第4代學長等。

## 著書

### 單著
- 《日蘭三百年の親交》
- 《貿易史上の平戸》
- 《日本と葡萄牙》
- 《日本と比律賓》

### 翻譯・校訂
- 《巴达维亚（英语：Batavia, Dutch East Indies）城日誌》全3卷
- 《長崎オランダ商館の日記》
- 《蘭領印度史》
- 《六昆王山田長政》等

### 回想
- 《東方學回想Ⅰ　先學を語る〈1〉》

1. 1 2  周婉窈. . 臺大歷史學報. 2018-06-01, (1): 39-40  [2025-04-11]. doi:10.6253/ntuhistory.201806_(61).0002.